# Лаурито
Лаурито (итал. Laurito) — коммуна в Италии, располагается в регионе Кампания, в провинции Салерно.
Население составляет 941 человек (2008 г.), плотность населения составляет 50 чел./км². Занимает площадь 19 км². Почтовый индекс — 84050. Телефонный код — 0974.
Покровителем коммуны почитается святой Филипп из Агиры, празднование 12 мая.

## Демография
Динамика населения:

## Администрация коммуны
- Официальный сайт: https://web.archive.org/web/20160707095428/http://www.comune.laurito.sa.it/